# ウェルター級
ウェルター級（ウェルターきゅう、英: welter weight）は、ボクシングなどの格闘技で用いられる階級の一つ、おそらくはwelt（強打）が語源である。
元来はボクシングでミドル級の1つ下の階級として制定された（現在は2つ下）。しかし、今ではキックボクシングなどの他の格闘技も独自の階級分けの中でもこの名称を使用している。

## ボクシング
プロボクシングでの契約ウェートは、140 - 147ポンド (63.503 - 66.678kg) 。スーパーライト級とスーパーウェルター級の間の階級で、全17階級中7番目に重い。 世界的に多くの人間、特にボクシングが盛んな欧米出身者がこの階級に適した骨格と身長を持つため、全階級中特に新陳代謝が激しいものの一つ。中量級の中で最も人気が高く、多くのスター選手を生み出した花形階級である。
アマチュアボクシングでは、64 - 69kg。
初代世界王者はパディー・ダフィー（アメリカ合衆国）。
日本のジム所属選手からは1人も世界王者が誕生しておらず（日本人が世界王座を獲得していない中で最も軽い階級）、世界王座に挑戦したのも辻本章次、龍反町、尾崎富士雄、佐々木基樹、佐々木尽の5人（尾崎のみ2度で計6度）にとどまっている。
この階級の最多防衛記録はヘンリー・アームストロング（アメリカ合衆国）の19度。またテレンス・クロフォード（アメリカ合衆国）がスーパーライト級に続き、2階級目の4団体王座統一をこの階級で達成。女子ではセシリア・ブレークフスが女子全階級通じて最多防衛記録となる25度防衛と女子初の4団体統一も果たしている。

## 総合格闘技
総合格闘技での契約ウェートは、165 - 170ポンド (74.8427 - 77.1107kg) 。スーパーライト級とスーパーウェルター級の間の階級であり、全14階級中7番目に軽い階級。ネバダ州アスレチック・コミッションおよびボクシング・コミッション協会により規定されている階級である。
- PRIDEでは、83.0kg契約と規定していた。
- DREAMでは、76.0kg契約と規定していた。

## キックボクシング
- GLORYでの契約ウェートは77.0kgに規定されている。
- ISKAでは、67kg (147lbs)契約に規定されている。
- WKA では、63.5 - 67kg（140 - 147ポンド）に規定されている。
- シュートボクシングでは、67.5kg契約に規定されている。

## K-1
M-1スポーツメディア体制のK-1（K-1 WORLD GP）での契約ウェートは67.5kgに規定されている。

## ムエタイ
ムエタイでの契約ウェートは、140 - 147ポンド (63.503 - 66.678kg) 。スーパーライト級とスーパーウェルター級の間の階級であり、全19階級中9番目に重い階級。世界ムエタイ評議会により規定されている。

## レスリング
レスリングでかつてウェルター級と呼ばれたものは、現在の74kg級に当たる。女子では59kg級をウェルター級と呼ぶ事も。

## プロレス
メキシコ等、階級制を敷いている国ではウェルター級が設けられている。